# Anne Kristin Hagesæther
Anne Kristin Hagesæther, född 8 mars 1968 i Bergen, är en norsk grafisk designer och illustratör.
Hagesæther är utbildad vid Norfolk Institute of Art and Design (1992–1994) och University of Brighton (1994–1995). Sedan 1995 har hon arbetat med illustrationer till böcker, magasin och med reklam och design. Hagesæther har vunnit flera norska och internationella priser, bland annat Kultur- och kyrkodepartementets priser för barn- och ungdomslitteratur 1999 och guld i Visuelt 2003 och 2004. Hon har haft flera utställningar.
Anne Kristin Hagesæther är dotter till biskop Ole D. Hagesæther.